# 稲富稜人
稲富 稜人（稻富 稜人、いなとみ たかと、1902年10月19日 - 1989年11月6日）は、日本の政治家、農民運動家。位階は従三位、勲等は勲一等。衆議院議員（13期）。

## 来歴
福岡県八女郡岡山村（現八女市）出身。代用教員を経て1925年に早稲田大学政経学部を卒業。卒業後は農民運動に身を投じた。平野力三率いる全日本農民組合同盟に加わり、日本農民党を経て社会民衆党に参加。その後赤松克麿・小池四郎らと日本国家社会党に参加するがこれも脱退して皇道会から東方会に移籍、1935年に浮羽郡から福岡県議に当選し2期。
1946年日本社会党から衆議院議員になったが、公職追放を受け同年6月22日に辞職。追放解除後の1953年に右派社会党から返り咲き（福岡3区）、再統一を経て1960年の民主社会党に参加。1986年に政界引退するまで当選13回を数えた。この間民社党では中央執行委員・農林漁業対策委員長・統制委員長・国会議員団長を歴任、衆議院では懲罰委員長・沖縄及び北方問題に関する特別委員長を務め長らく全国農民同盟を会長として率いた。
1972年11月の秋の叙勲で勲二等に叙され、瑞宝章を受章。次いで1977年11月に秋の叙勲で旭日重光章受章、さらに1986年4月の春の叙勲で勲一等に叙され、瑞宝章を受章する。
1989年11月6日、死去した。87歳没。同月10日、特旨を以て位記を追賜され、死没日付をもって従三位に叙された。
日本中央競馬会の馬主登録（名義は「有限会社イナトミ」）もしており、主な持ち馬には「走る労働者」の異名を取ったイナボレス（オールカマー、目黒記念勝ちなど）がいた。